# Bonnie Annie Laurie
Bonnie Annie Laurie er en amerikansk stumfilm fra 1918 af Harry F. Millarde.

## Medvirkende
- Peggy Hyland som Annie Laurie
- Henry Hallam som Sandy Laurie
- William Bailey som Donald McGregor
- Sidney Mason som Hathaway
- Marion Singer som Nan